# Dan Hatmanu
Dan Hatmanu (Scobinți, condado de Iași; 31 de octubre de 1926-Iași, 27 de diciembre de 2018) fue un pintor y artista gráfico rumano. Dan Hatmanu fue miembro de la Gran Asamblea Nacional entre (1985-1989).
Durante la primera parte de su actividad creativa realizó retratos y paisajes con una visión realista-tradicional, que luego abandonó en favor de una fórmula constructivista con recordatorios figurativos y matices humorísticos.

## Formación
En 1945 se matriculó en el Instituto de Artes de Iasi, donde tuvo como maestros a Corneliu Baba e Ion Irimescu, y se graduó en 1950. Participó en un concurso tras el cual recibió la beca Nicolae Grigorescu de la Academia Rumana, que consistió en un año de estudios en Leningrado y un año en París. Así, asistió a cursos avanzados en la Academia Repin de Leningrado (1962-1963) y en la Academia Libre de París, desde donde continuó en el Instituto Internacional de Estudios Pedagógicos de Sèvres (1964-1965).

## Actividad Artística
Después de debutar en 1948, Dan Hatmanu participó en muchas exposiciones colectivas y colectivas y organizó decenas de exposiciones individuales en el país y en el extranjero. Entre las participaciones más importantes en exposiciones en el extranjero se encuentran las siguientes:
- 1954 Bienal de Venecia,
- 1958 - Praga, Sofía, Teherán, Moscú,
- 1959 - Budapest, Viena,
- 1962 - El Cairo, Atenas, París, Ankara, Estambul,
- 1974 - Tokio, Osaka,
- 1975 - Scopje, La Habana,
- 1977 - Lisboa, Praga,
- 1981 - Viena,
- 1985 - Stuttgart, Venecia, Perugia

Realizó ilustraciones de libros para obras de Ionel Teodoreanu, Anton Bacalbașa, Petru Prânzei y Valentin Ciucă .
Sus obras se pueden encontrar en museos de Rumanía: el Museo Municipal de Huși, el Museo de Arte de Iași, el Museo de Arte de Piatra Neamț, el Museo de Arte "Casa Simian" de Râmnicu Vâlcea, pero también en museos y colecciones privadas. en el extranjero: Río de Janeiro, La Valeta, Poitiers, Ciudad de México, Praga, Francia, Italia, Israel, Grecia, Alemania.
Uno de los cuadros más controvertidos fue aquel en el que la pareja Elena Ceaușescu y Nicolae Ceaușescu chocan una copa de vino tinto con el gobernante Ștefan cel Mare, quien saca del cuadro una mano en la que sostiene un vaso.

## Obras
- Serie "Antiguos alcaldes de Iași", pinturas expuestas en el Gran Salón del Palacio Roznovanu .[8]

## Actividad docente
Después de graduarse de la Academia, fue tutor en el Museo de Arte de Iași, después trabajó como profesor de dibujo, pintura y composición en la Escuela Media de Bellas Artes. Desde 1960 es profesor asociado en el Instituto Pedagógico durante tres años de la Universidad "Alexandru Ioan Cuza", y en 1970 se le otorga el título de profesor. Desde 1977 es profesor de la Facultad de Bellas Artes del Conservatorio "George Enescu". En 1992 se jubila y se convierte en profesor consultor.
Fue profesor universitario en el Conservatorio George Enescu de Iași, donde también ocupó el cargo de rector (1984-1990).
- Recuerdos en el tiempo, Editorial Pallas, 2006

## Premios y distinciones
- Segundo premio en el Festival Internacional de la Juventud (Varsovia, 1955),[5]
- Medalla de plata en el Festival Internacional de la Juventud (Moscú, 1957)  ,
- Premio Ion Andreescu de la Academia (1976)  ,
- Premio Internacional Coliseo, otorgado por el Centro d'Arte e Cultura Nuova Figurazione (Roma, 1979)  ,
- Título de profesor emérito (1980)[3]
- Premio de la Crítica, otorgado por la UAP (1985)  ,
- Diploma de Excelencia por toda la actividad, el título de ciudadano honorario y embajador del condado de Iași (31 de octubre de 2006),[10]
- El título de excelencia para toda la actividad de la Prefectura de Iași (30 de noviembre de 2011).[8]

### Premios
- Orden al Mérito Cultural, 3.ª clase (20 de abril de 1971) "por méritos especiales en la labor de construcción del socialismo, con motivo del 50 aniversario de la creación del Partido Comunista Rumano" [11]
- Orden Nacional "Al Mérito" en el rango de Caballero (1 de diciembre de 2000) "por logros artísticos destacados y para la promoción de la cultura, en el Día Nacional de Rumania" [12]

## Afiliaciones
- Academia Europea de Ciencias, Artes y Letras, París, Francia (miembro desde 1994).[6]